# Liste des chapitres de Komi cherche ses mots
Cet article contient la liste des chapitres du manga Komi cherche ses mots.

## Liste des volumes

### Tomes 1 à 10
| no | Japonais          | Japonais          | Français         | Français          |
| no | Date de sortie    | ISBN              | Date de sortie   | ISBN              |
| --- | ----------------- | ----------------- | ---------------- | ----------------- |
| 1 | 16 septembre 2016 | 978-4-09-127343-7 | 6 juillet 2022   | 978-2-81-167038-2 |
| Liste des chapitres : - 1er mot : Une personne ordinaire (普通の人です, Futsuu no Hito desu) - 2e mot : La sérénité (平穏です, Heiondesu) - 3e mot : L'excentrique (曲者です, Kusemonodesu) - 4e mot : J'ai du mal (苦手です, Nigatedesu) - 5e mot : J'aimerais parler aux autres (喋りたいんです, Shaberitai ndesu) - 6e mot : J'aimerais m'excuser (謝りたいんです, Ayamaritai ndesu) - 7e mot : On recommence (もう一回、です, Mooikkai, desu) - 8e mot : J'ai peur (怖い... です, Kowai... desu) - 9e mot : Mon ami(e ?) d'enfance (幼馴染です, Osananajimidesu) - 10e mot : Vieux traumatismes (黒歴史です, Kokurekishidesu) - 11e mot : Je ne suis pas une tueuse (殺し屋じゃないです, Koroshiya janai desu) - 12e mot : Le larbin (パシリです, Pashiru desu) - 13e mot : La première course (はじめてのおつかいです, Hajimetenootsukai desu) - 14e mot : J'ai le trac (あがり症です, Agarishoo desu) - 15e mot : Je vais au lycée (登校です, Tookoo desu) - 16e mot : J'ai un téléphone portable (携帯電話です, Geitaidenwa desu) - 17e mot : Le chois des délégués (委員会決です, Īnkaigi desu) - 18e mot : Pépin de téléphone (間違い電話です, Machigaidenwa desu) - 19e mot : Petits jeux (斉藤さんです, Saitō-san desu) |                   |                   |                  |                   |
| 2 | 16 décembre 2016  | 978-4-09-127426-7 | 6 juillet 2022   | 978-2-81-167039-9 |
| Liste des chapitres : - 20e mot : Visite médicale (身体検査です, Shintai Kensa desu) - 21e mot : Tests sportifs (体力測定です, Tairyoku Sokutei desu) - 22e mot : Visite à domicile (家庭訪問です, Kateihoomon desu) - 23e mot : Maladie d'amour (恋です!, Rendesu !) - 24e mot : Maladie d'amour・2 (恋です! 2, Rendesu ! 2) - 25e mot : Maladie d'amour・3 (恋です! 3, Rendesu ! 3) - 26e mot : Maladie d'amour・4 (恋です! 4, Rendesu ! 4) - 27e mot : Tenue estivale (夏服です, Natsufuku desu) - 28e mot : Nouilles-molles-sans-huile-peu-de-gingembre-peu-de-légumes (メンヤワラカメアブナツツョウガヤサイスクナメです, Men'yawarakameabunatsutsu~yoogayasaisukuname desu) - 29e mot : Les blagues (おわり, Owari) - 30e mot : L'averse (雨です, Ame desu) - 31e mot : Le pacte de sang (血の契約です, Chi no keiyaku desu) - 32e mot : Les années collège de Tadano (只野くんの中学時代です, Tadano-kun no chūgaku jidai desu) - 33e mot : Au centre commercial (お買い物です, O kaimono desu) - 34e mot : Chez la coiffeuse (美容室です, Miyōshitsu desu) - Mot bonus |                   |                   |                  |                   |
| 3 | 17 mars 2017      | 978-4-09-127509-7 | 7 septembre 2022 | 978-2-81-167040-5 |
| Liste des chapitres : - 35e mot : Avoir le cafard (モヤモヤです, Moyamoya desu) - 36e mot : Les révisions (テスト勉強です, Tesuto benkyō desu) - 37e mot : Les vacances d'été (夏休みです, Natsuyasumi desu) - 38e mot : Le rendez-vous (街ち合わせです, Machi awase desu) - 39e mot : À la piscine (プールです, Pūru desu) - 40e mot : Ce n'est qu'un petit bobo (擦り剥いただけです, Suri muita dake desu) - 41e mot : À la bibliothèque (図書館です, Toshokan desu) - 42e mot : La glace pilée (かき氷です, Kakigōri desu) - 43e mot : Le petit boulot (アルバイトです, Arubarito desu) - 44e mot : Au parc (公園です, Kōen desu) - 45e mot : La fête des morts (お盆です, Obon desu) - 46e mot : Le festival (お祭りです, Omatsuri desu) - 47e mot : Le festival・2 (お祭りです 2, Omatsuri desu 2) - Mot bonus |                   |                   |                  |                   |
| 4 | 16 juin 2017      | 978-4-09-127575-2 | 2 novembre 2022  | 978-2-81-167041-2 |
| Liste des chapitres : - 48e mot : La console (テレビゲームです, Terebi gēmu desu) - 49e mot : Jour de grande chaleur (暑い日です, Atsui hi desu) - 50e mot : La fin des vacances d'été (夏休みも終わりです, Natsuyasumi mo owari desu) - 51e mot : La campagnarde (田舎の子です, Inaka no ko desu) - 52e mot : Tu as quelque chose sur le visage (顔にゴミがついてます・・・です, Koi ni gomi ga tsuitemasu desu) - 53e mot : Le prénom (名前です, Namae desu) - 54e mot : Le début de la fête du sport (体育祭前編です, Taiikumatsuri zenpen desu) - 55e mot : La fin de la fête du sport (体育祭後編です, Taiikumatsuri kōhen desu) - 56e mot : Lire dans les pensées (気持ちです, Kimochi desu) - 57e mot : Le photomaton (プリクラです, Purikura desu) - Mot bonus |                   |                   |                  |                   |
| 5 | 18 juillet 2017   | 978-4-09-127664-3 | 4 janvier 2023   | 978-2-81-167103-7 |
| Liste des chapitres : - 58e mot : Un tout petit pincement au cœur (ちょっと苦しいような気持ちです, Chotto kurushī yōna kimochi desu) - 59e mot: Le typhon (台風です, Taifū desu) - 60e mot : Après la pluie, le beau temps (台風一過です, Taifū itsuka desu) - 61e mot : Un resto ensemble (みんなでグルメです, Min'na de Gurume desu) - 62e mot: L'activité de la fête du lycée (文化祭の出し物です, Bunkasai no dashimono desu) - 63e mot : Une copine de toilettes (連れ添いです, Tsuresoi desu) - 64e mot : Les préparatifs du festival (文化祭準備です, Bunkasai junbi desu) - 65e mot : La distribution de tracts (チラシ配くばりです, Chirashikubari desu) - 66e mot : La veille de la fête (文化祭前日です, Bunkasai zenjitsu desu) - 67e mot : En tenue de domestique (メイドです, Meido desu) - 68e mot : Tadano enfile la même tenue (只野くんもメイドです, Tadano-kun mo Meido desu) - 69e mot : Le maid café de Najimi (なじみちゃんのメイドカフェです, Najimi-chan no Meido Kafe desu) - 70e mot : La fête du lycée (文化祭です, Bunkasai desu) - 71e mot : La fête du lycée・2 (文化祭です 2, Bunkasai desu 2) - 72e mot : Après la fête du lycée (後夜祭です, Kōyasai desu) - Mot bonus                            |                   |                   |                  |                   |
| 6 | 18 octobre 2017   | 978-4-09-127856-2 | 1er mars 2023    | 978-2-81-167104-4 |
| Liste des chapitres : - 73e mot : Sortie entre potes (打ち上げです, Uchiage desu) - 74e mot : Sortir avec son papa (お父さんとお貝い物です, Otōsan to okai mono desu) - 75e mot : Fantasmes (妄想です, Mōsō desu) - 76e mot : Racaille (不良です, Furyō desu) - 77e mot : Fantasmes・2 (不良です 2, Furyō desu 2) - 78e mot : L'hiver vient (冬の訪れです, Fuyu no otozure desu) - 79e mot : Les révisions chez Nakanaka (中々さんちで勉強です, Nakanaka-san chi de benkyō desu) - 80e mot : Invitation à midi (お昼のお誘いです, Ohiru no osasoi desu) - 81e mot : Le bar à chats (猫カフェです, Neko Kafe desu) - 82e mot : Les contrôles de fin de trimestre (期末テストです, Kimatsu Tesuto desu) - 83e mot : Le jeu de l'amour (愛してるゲームです, Aishiteru Gēmu desu) - 84e mot : Patates cuites sur pierre (石焼き芋です, Ishiyaki imo desu) - 85e mot : Souvenirs de la fête du lycée (文化祭の思い出です, Bunkasai no omoide desu) - Mot bonus |                   |                   |                  |                   |
| 7 | 18 décembre 2017  | 978-4-09-127885-2 | 3 mai 2023       | 978-2-81-167105-1 |
| Liste des chapitres : - 86e mot : Le choix des cadeaux (プレゼント選びです, Purezento Erabi desu) - 87e mot : Joyeux Noël (メリークリスマス・・・です, Merī Kurisumasu desu) - 88e mot : Le dernier cadeau à choisir (もう一つのプレゼント選びです, Mōhitotsu no Purezento erabi desu) - 89e mot : Le bonhomme de neige (雪だるまです, Yukidaruma desu) - 90e mot : La bataille de boules de neige (雪合戦です, Yukigassen desu) - 91e mot : La fin d'année (年末です, Nenmatsu desu) - 92e mot : Le Nouvel An (元旦です, Gantan desu) - 93e mot : En prêtresse (巫女さんです, Miko-san desu) - 94e mot : À chacun ses festivités (それぞれのお正月です, Sorezore no oshōgatsu desu) - 95e mot : À la patinoire (アイススケートです, Aisusukēto desu) - 96e mot : Le courses pour le souper (晩御飯のお買い物です, Bangohan no o kaimono desu) - 97e mot : Une place de choix (座る場所です, Suwaru basho desu) - 98e mot : Le roi (王様です, Ō-sama desu) - 99e mot : Le rhume (風邪です, Kaze desu) - Mot bonus |                   |                   |                  |                   |
| 8 | 16 mars 2018      | 978-4-09-128091-6 | 5 juillet 2023   | 978-2-81-167106-8 |
| Liste des chapitres : - 100e mot : Le malentendu (誤解です, Gokai desu) - 101e mot : Hallucinations ? (幻覚です？, Genkaku desu?) - 102e mot : Le narcissique (ナルンストです, Narunsuto desu) - 103e mot : La répartition (修学旅行の班決めです, Shūgakuryokō no hankime desu) - 104e mot : Le voyage scolaire (修学旅行です, Shūgakuryokō desu) - 105e mot : La guide (ガイドさんです, Gaido-san desu) - 106e mot : Au bain (お風呂です, O furo desu) - 107e mot : La bataille de polochons (まくら投げです, Makura nage desu) - 108e mot : Quartier libre (自由行動です, Jiyūkōdō desu) - 109e mot : Les studios de cinéma (映画村です, Eiga mura desu) - 110e mot : Un autre univers (宇宙です, Uchū desu) - 111e mot : La démone au yoyo (ヨーヨー般若です, Yōyō han'nya desu) - 112e mot : La deuxième nuit (二日目の夜です, Futsuka-me no yoru desu) - 113e mot : Dans le train du retour (帰りの新幹線です, Kaeri no Shinkansen desu) - Mot bonus |                   |                   |                  |                   |
| 9 | 18 juin 2018      | 978-4-09-128254-5 | 6 septembre 2023 | 978-2-81-167107-5 |
| Liste des chapitres : - 114e mot : Tout le mode cherche ses mots (みんなのコミュニケーションです, Min'na no komyunikēshon desu) - 115e mot : La guerre des gommes (消しゴム&ゴーです, Keshigomu & Gō desu) - 116e mot : Les préparatifs de la Saint-Valentin (バレンタインの準備です, Barentain no junbidesu) - 117e mot : La Saint-Valentin (バレンタインです, Barentain desu) - 118e mot : La Saint-Valentin・2 (バレンタインです 2, Barentain desu 2) - 119e mot : Après la Saint-Valentin (バレンタインデーのあとです, Barentaindē no ato desu) - 120e mot : Collant filé (伝染です, Densen desu) - 121e mot : Qui s'y frotte s'y pique (鬼に金棒です, Oni ni kanabō desu) - 122e mot : Un peu trop douce (甘いです, Amai desu) - 123e mot : Le baume à lèvres (リップクリームです, Rippukurīmu desu) - 124e mot : Petite dispute (ケンカです, Kenka desu) - 125e mot : Papa et maman à 17 ans (お父さん（17）とお母さん（17）です, Otōsan (17) to okāsan (17) desu) - 126e mot : Les chocopotos (友達チョコです, Tomodachi choko desu) - 127e mot : Le vendredi 13 (13日の金曜日です, 13-Nichi no kin'yōbi desu) - 128e mot : Le White Day, acte 2 de la Saint-Valentin (ホワイトデーです, Howaitodē desu) - Mot bonus        |                   |                   |                  |                   |
| 10 | 18 septembre 2018 | 978-4-09-128390-0 | 6 décembre 2023  | 978-2-81-167108-2 |
| Liste des chapitres : - 129e mot : La fin d'un cycle (一年間です, Ichinenkan desu) - 130e mot : Nouvelle classe (新しいクラスです, Atarashii kurasu desu) - 131e mot : La fille branchée (ギャルです, Gyaru desu) - 132e mot : On est pareilles (私も同じです, Watashi mo onaji desu) - 133e mot : Le frère Komi (古見くんです, Komi-kun desu) - 134e mot : La fille branchée contre-attaque (マンバ再びです, Manba futatabi desu) - 135e mot : Manbagi et Tadano (万場木さんと只野くんです, Manbagi-san to Tadano-kun) - 136e mot : Maquillage (メイクです, Meiku desu) - 137e mot : Tests sportifs・2 (体力測定です 2, Tairyoku sokuteidesu 2) - 138e mot : Allergies au pollen (花粉症です, Kabunshō desu) - 139e mot : Fast (突然です, Totsuzen desu) - 140e mot : Les amies de Manbagi (万場木さんの友達です, Manbagi-san no tomodachi desu) - 141e mot : L'insecte (虫です, Mushi desu) - 142e mot : La soirée pyjama (お泊まり会です, O tomari-kai desu) - Mot bonus |                   |                   |                  |                   |

### Tomes 11 à 20
| no | Japonais          | Japonais          | Français        | Français          |
| no | Date de sortie    | ISBN              | Date de sortie  | ISBN              |
| --- | ----------------- | ----------------- | --------------- | ----------------- |
| 11 | 18 décembre 2018  | 978-4-09-128590-4 | 7 février 2024  | 978-2-81-167109-9 |
| Liste des chapitres : - 143e mot : Vacances sportives (アスレチックです, Asurechikku desu) - 144e mot : Les étoiles (星です, Hoshi desu) - 145e mot : Le football (サッカーです, Sakkā desu) - 146e mot : Racaille・2 (不良です 2, Furyō desu 2) - 147e mot : Racaille・3 (不良です 3, Furyō desu 3) - 148e mot : Racaille・4 (不良です 4, Furyō desu 4) - 149e mot : Chez Katô (加藤さんの家です, Katō-san no ie desu) - 150e mot : Le grand prix de l'uniforme d'été (夏服グライプリ？です, Natsufuku Guraipuri? desu) - 151e mot : Sueur (汗です, Ase desu) - 152e mot : Loup (狼です, Ōkami desu) - 153e mot : La romance de papa et maman (母と父の告白です, Haha to chichi no kokuhaku desu) - 154e mot : Pendant ce temps, Nakanaka (中々さんのお話です, Nakanaka-san no ohanashi desu) - 155e mot : Le salto arrière (逆上がりです, Saka agari desu) - 156e mot : La saison des pluies (梅雨です, Tsuyu desu) - 157e mot : La saison des pluies・2 (梅雨です 2, Tsuyu desu 2) - Mot bonus |                   |                   |                 |                   |
| 12 | 18 mars 2019      | 978-4-09-128802-8 | 3 avril 2024    | 978-2-81-167110-5 |
| Liste des chapitres : - 158e mot : La professeure (先生です, Sensei desu) - 159e mot : La quatrième session de révisions ultra silencieuse (第四回絶対にいるさくしてはいけないテスト勉強です, Daiyonkai zettai ni iru saku shite wa ikenai tesuto benkyō desu) - 160e mot: Ta liste de souhaits (やりたいことリストです, Yaritaikoto Risuto desu) - 161e mot : Tomates cerises (プチトマトです, Puchi Tomato desu) - 162e mot : L'invitation (お誘いです, O sasoi desu) - 163e mot : Le choix du maillot de bain (水着選びです, Mizugi erabi desu) - 164e mot : À la plage ! (海！です, Umi! desu) - 165e mot : Le petit ami (彼氏です, Kareshi desu) - 166e mot : Maman et papa à la plage (お父さんとお母さんの海です, Otōsan to okāsan no umi desu) - 167e mot : La gym à a radio (ラジオ体操です, Raijo taisō desu) - 168e mot : Du lait chaud (ホットミルクです, Hottomiruku desu) - 169e mot : Jouer à la poupée (お人形遊びです, O ningyō asobi desu) - 170e mot : À WcDo (ワックです, Wakku desu) - Mot bonus |                   |                   |                 |                   |
| 13 | 18 juin 2019      | 978-4-09-129166-0 | 5 juin 2024     | 978-2-81-167111-2 |
| Liste des chapitres : - 171e mot : Pendant l'absence de maman (母のいない日です, Haha no inai desu) - 172e mot : Rei (零ちゃんです, Rei-chan desu) - 173e mot : Suivre Rei (零ちゃんの追跡です, Rei-chan no tsuiseki desu) - 174e mot : Le grand jour d'été de Nakanaka (中々さんの華麗なる夏の一日です, Nakanaka-san no kareinaru natsu no tsuitachi desu) - 175e mot : Trèfle à quatre feuilles (四つ葉です, Yotsuba desu) - 176e mot : Un bain avec Rei (零ちゃんとお風呂です, Rei-chan to ofuro desu) - 177e mot : Dire au revoir à Rei (零ちゃんとお別れです, Rei-chan to wakare desu) - 178e mot : Rendez-vous d'été (夏の逢瀬です, Natsu no ōse desu) - 179e mot : Le redoutable clan Katai (恐怖！片居家の一族です, Kyōfu! Katai-ke no ichizoku desu) - 180e mot : Test de courage, partie 1 (肝試しです, Kimodameshi desu) - 181e mot : Test de courage, partie 2 (肝試しです 2, Kimodameshi desu 2) - Mot bonus |                   |                   |                 |                   |
| 14 | 16 août 2019      | 978-4-09-129329-9 | 28 août 2024    | 978-2-81-167112-9 |
| Liste des chapitres : - 182e mot : La dure (硬派です, Kōha desu) - 183e mot : Le bus de nuit (高速バスです, Kōsoku Basu desu) - 184e mot : A la campagne (田舎遊びです, Inaka asobi desu) - 185e mot : Batailles de graminacées (オオバコ相撲です, Ōbako sumō desu) - 186e mot : A chacun sa fête des morts (それぞれのお盆です, Sorezore no obon desu) - 187e mot : L'apprentissage du vélo (自転車の練習です, Jitensha no renshū desu) - 188e mot : Soirée d'apprentissage de la 1ère 1 (2年1組懇親会です, 2-nen 1-kumi konshin-kai desu) - 189e mot : Après le test de courage (肝試しその後です, Kimodameshi sono go desu) - 190e mot : Cierges magiques (線香花火です, Senkō hanabi desu) - 191e mot : Moustiques (蚊です, Ka desu) - 192e mot : En quête d'un livre à la rivière (河川敷、本探し部です, Kasenjiki, hon sagashi-bu desu) - 193e mot : Le stand (屋台です, Yatai desu) - 194e mot : Le feu d'artifice (花火です, Hanabi desu) - 195e mot : Les trois (3人です, 3-nin desu) - Mot bonus |                   |                   |                 |                   |
| 15 | 18 novembre 2019  | 978-4-09-129441-8 | 9 octobre 2024  | 978-2-81-167113-6 |
| Liste des chapitres : - 196e mot : La propreté (清潔です, Seiketsu desu) - 197e mot : La partie de Twister (シイスターゲームです, Shiisutā Gēmu desu) - 198e mot : OUT & LAW ~The Movie~ です - 199e mot : Le pierre-feuille-ciseaux-trop-marteau (たたいてかぶってじゃんけんぽんです, Tataite kabutte jankenpon desu) - 200e mot : Le bureau des élèves (生徒会です, Seitokai desu) - 201e mot : Un sourire (笑顔です, Egao desu) - 202e mot : Le discours de soutien (応援代表です, Ōen daihyō desu) - 203e mot : Le discours de soutien 2 (応援代表です 2, Ōen daihyō desu 2) - 204e mot : La taille (身長です, Shinchō desu) - 205e mot : La taille 2 (身長です 2, Shinchō desu 2) - 206e mot : L'amour (恋心です, Koigokoro desu) - 207e mot : L'invitation à dîner (晩餐会です, Bansankai desu) - Mot bonus |                   |                   |                 |                   |
| 16 | 18 février 2020   | 978-4-09-129555-2 | 4 décembre 2024 | 978-2-81-169036-6 |
| Liste des chapitres : - 208e mot : La fête du sport, bis (2年の体育祭です, 2-nen no taiikumatsuri desu) - 209e mot : La fête du sport, bis 2 (2年の体育祭です 2, 2-nen no taiikumatsuri desu 2) - 210e mot : Fais "aaah"! (あーんです, Aan desu) - 211e mot : De l'eau (水です, Mizu desu) - 212e mot : La fête du sport, bis 3 (2年の体育祭です 3, 2-nen no taiikumatsuri desu 3) - 213e mot : Pat pat (ポンポンです, Ponpon desu) - 214e mot : Balade à vélo (自転車でお出かけです, Jitensha de odekake desu) - 215e mot : Sortie entre père et fils (父と息子の一日です, Chichi to musuko no ichinichi desu) - 216e mot : Trop plein d'émotions (エモーショナルです, Emōshonaru desu) - 217e mot : Poisson rouge (金魚です, Kingyo desu) - 218e mot : Le bisou (父と母のチューです, Chichi to haha no chū desu) - 219e mot : Tenue hivernale (冬服です, Fuyufuku desu) - 220e mot : Tenue hivernale 2 (冬服です 2, Fuyufuku desu 2) - 221e mot : La préparation de la fête du lycée (文化祭の練習です, Bunkasai no renshū desu) - 222e mot : Promesse avant la fête (文化祭の予定です, Bunkasai no yotei desu) - 223e mot : La fête du lycée, 1er jour (文化祭の一日目です, Bunkasai no ichinichime desu) - Mot bonus |                   |                   |                 |                   |
| 17 | 18 mai 2020       | 978-4-09-850072-7 | 19 février 2025 | 978-2-81-169809-6 |
| Liste des chapitres : - 224e mot : La perruque (カツラです, Katsura desu) - 225e mot : Faux-semblants (だいじょうぶです, Daijōbu desu) - 226e mot : Saine inquiétude (どうでもよくないです, Dō demo yokunai desu) - 227e mot : L'évidence (当然です, Tōzen desu) - 228e mot : Hors de question (ダメです, Dame desu) - 229e mot : FBI (FBIです, FBI desu) - 230e mot : Le théâtre (当然です, Engeki desu) - 231e mot : L'invitation (お誘いです, Osaisoi desu) - 232e mot : Un secret (ナイショです, Naisho desu) - 233e mot : Rencard pendant la fête du lycée (文化祭デートです, Bunkasai dēto desu) - 234e mot : After-party à deux (二人の後夜祭です, Futari no goya-sau desu) - Mot bonus |                   |                   |                 |                   |
| 18 | 18 septembre 2020 | 978-4-09-850178-6 | 16 avril 2025   | 978-2-81-169810-2 |
| Liste des chapitres : - 235e mot : Le groupe (バンドです, Bando desu) - 236e mot : La contre-soirée (打ち上げの外です, Uchiage no soto desu) - 237e mot : Attirer l'attention (アピールですです, Apīru desu) - 238e mot : Retours sur la fête (文化祭の振り返りです, Bunkasai no furikaeri desu) - 239e mot : Onigiri et soupe miso (おにぎりと味噌汁です, Onigiri to misoshiru desu) - 240e mot : La technique (テクニックです, Tekunikku desu) - 241e mot : La grande invasion (脱出です, Dasshutsu desu) - 242e mot : Pédoncule (ヘタです, Heta desu) - 243e mot : Le bisou entre papa et maman 2 (父と母のチューです2, Chichi to haha no chū desu) - 244e mot : La fête du lycée de Shôsuke (弟の文化祭です, Otōto no bunkasai desu) - 245e mot : Histoires de coeur sous un autre angle (水平思考恋バナです, Suihei shikō koi bana desu) - 246e mot : Le débarras du gymnase (体育倉庫です, Taiiku sōko desu) - Mot bonus |                   |                   |                 |                   |
| 19 | 18 novembre 2020  | 978-4-09-850277-6 | 18 juin 2025    | 978-2-81-169872-0 |
| Liste des chapitres : - 247e mot : Chassé-croisé (すれ通いです, Suregayoi desu) - 248e mot : Oreille chipée (耳持ってかれるです, Mimi motte kaeru desu) - 249e mot : Des petits sauts (スキップです, Sukippu desu) - 250e mot : Fantasmes 3 (妄想です3, Mōsō desu 3) - 251e mot : Rencontre arrangé ? (合コン？です, Gōkon? desu) - 252e mot : Rencontre arrangé ? 2 (合コン？です 2, Gōkon? desu 2) - 253e mot : Rencontre arrangé ? 3 (合コン？です 3, Gōkon? desu 3) - 254e mot : Fantasmes 4 (妄想です 4, Mōsō desu 4) - 255e mot : Chaufferettes (カイロです, Kairo desu) - 256e mot : Entretiens à quatre (四者面談です, Yonsha mendan desu) - 257e mot : Révisions et soirée pyjama (お泊まり勉強会です, O tomari benkyō-kai desu) - 258e mot : Coordonnées (連絡先です, Renrakusen desu) - Mot bonus |                   |                   |                 |                   |
| 20 | 18 février 2021   | 978-4-09-850389-6 | 27 août 2025    | 978-2-81-169873-7 |
| Liste des chapitres : - Chapitre 259 : プレゼントのお返しです (Purezento no okaeshi desu) - Chapitre 260 : 眠れないです (Nemurenai desu) - Chapitre 261 : スノーボードです (Sunōbōdo desu) - Chapitre 262 : スノーボードです 2 (Sunōbōdo desu 2) - Chapitre 263 : 旅館です (Ryokan desu) - Chapitre 264 : 旅館です 2 (Ryokan desu 2) - Chapitre 265 : 帰宅後女子会です (Kitaku-go joshikai desu) - Chapitre 266 : 父と母のスキーです (Chichi to haha no sukī desu) - Chapitre 267 : 蟹です (Kani desu) - Chapitre 268 : スキーよもやま語です (Sukī yomoyamago desu) - Chapitre 269 : 寝言です (Negoto desu) - Chapitre bonus |                   |                   |                 |                   |

### Tomes 21 à 30
| no | Japonais        | Japonais          | Français        | Français          |
| no | Date de sortie  | ISBN              | Date de sortie  | ISBN              |
| --- | --------------- | ----------------- | --------------- | ----------------- |
| 21 | 18 mai 2021     | 978-4-09-850529-6 | 15 octobre 2025 | 978-2-81-169874-4 |
| Liste des chapitres : - Chapitre 270 : ヌマブラトーナメントです (Numabura Tōnamento desu) - Chapitre 271 : 年末の報告相談です (Nenmatsu no hōkoku desu) - Chapitre 272 : 餅つきです (Mochi-tsuki desu) - Chapitre 273 : あけおメッセージです (Ake o messēji desu) - Chapitre 274 : 笑っちゃダメな年末です (Waratcha damena nenmatsu desu) - Chapitre 275 : 引きこもりです (Hiki komori desu) - Chapitre 276 : 正月太…ごにょごにょです (Shōgatsu futoshi... go ni yogonyo desu) - Chapitre 277 : パスポートです (Pasupōto desu) - Chapitre 278 : 搭乗です (Tōjō desu) - Chapitre 279 : アメリカです (Amerika desu) - Chapitre 280 : エレメンタリースクールです (Erementarī Sukūru desu) - Chapitre 281 : お昼はハンバーガーです (Ohiru wa hanbāgā desu) - Chapitre 282 : ミュージカルです (Myūjikaru desu) - Chapitre 283 : 美術館です (Bijutsukan desu) - Chapitre 284 : 再会です (Saikai desu) - Chapitre bonus |                 |                   |                 |                   |
| 22 | 18 août 2021    | 978-4-09-850644-6 | 3 décembre 2025 | 978-2-81-169875-1 |
| Liste des chapitres : - Chapitre 285 : 嫌だけど嫌じゃないです (Iyadakedo iya janai desu) - Chapitre 286 : 男子部屋です (Danshi heya desu) - Chapitre 287 : 班行動です (Han kōdō desu) - Chapitre 288 : 留美子ちゃんと米谷くんです (Rumiko-chan to Kometani-kun desu) - Chapitre 289 : 成瀬くんと阿瀬さんです (Naruse-kun to Ase-san desu) - Chapitre 290 : 成瀬くんと阿瀬さんです 2 (Naruse-kun to Ase-san desu 2) - Chapitre 291 : 潔さんと私です (Isagi-san to watashi desu) - Chapitre 292 : それぞれの修学旅行です (Sorezore no shūgakuryokō desu) - Chapitre 293 : こっち向いて。です (Kotchimuite. desu) - Chapitre 294 : 私もごめん。です (Watashi mo gomen. desu) - Chapitre 295 : 帰国です (Kikoku desu) - Chapitre 296 : インディアンポーカーです (Indian Pōkā desu) - Chapitre 297 : 学年旅行です (Gakunen ryokō desu) - Chapitre 298 : 学校です (Gakkō desu) - Chapitre bonus                        |                 |                   |                 |                   |
| 23 | 18 octobre 2021 | 978-4-09-850720-7 | —               |                   |
| Liste des chapitres : - Chapitre 299 : 2年のバレンタインです (2-nen no Barentain desu) - Chapitre 300 : 告白です (Kokuhaku desu) - Chapitre 301 : 告白です 2 (Kokuhaku desu 2) - Chapitre 302 : 告白です 3 (Kokuhaku desu 3) - Chapitre 303 : 告白です 4 (Kokuhaku desu 4) - Chapitre 304 : 告白の次の日です (Kokuhaku no tsugu no hi desu) - Chapitre 305 : 告白の次の日です 2 (Kokuhaku no tsugi no hi desu 2) - Chapitre 306 : リアクションです (Riakushon desu) - Chapitre 307 : 告白の後日談です (Kokuhaku no gojitsu-dan desu) - Chapitre 308 : 目が合う。です (Megaau. desu) - Chapitre 309 : 目が合う。です 2 (Megaau. desu 2) - Chapitre 310 : 目が合う。です 3 (Megaau. desu 3) - Chapitre 311 : 目が合う。です 4 (Megaau. desu 4) - Chapitre 312 : 認められないです (Mitomerarenai desu) - Chapitre 313 : お泊まり会です 2 (O tomari-kai desu 2) - Chapitre bonus                                     |                 |                   |                 |                   |
| 24 | 18 janvier 2022 | 978-4-09-850866-2 | —               |                   |
| Liste des chapitres : - Chapitre 314 : 一緒に帰りましょうです。 (Issho ni kaerimashou desu.) - Chapitre 315 : 卒業おめでとうございます。です。 (Sotsugyō omedetō gozaimasu. Desu.) - Chapitre 316 : それぞれのホワイトデーです。 (Sorezore no Howaito Dē desu.) - Chapitre 317 : デート(父と)です。 (Dēto (chichi to) desu.) - Chapitre 318 : デート服です。 (Dēto-fuku desu.) - Chapitre 319 : デート本番です。 (Dēto honban desu.) - Chapitre 320 : デート本番です。2 (Dēto honban desu. 2) - Chapitre 321 : デートの裏側です。 (Dēto no uragawa desu.) - Chapitre 322 : グラビアです。 (Gurabia desu.) - Chapitre 323 : 2年の修了式です。 (2-nen no shūryō-shiki desu.) - Chapitre 324 : 3年生です。 (3-nensei desu.) |                 |                   |                 |                   |
| 25 | 18 avril 2022   | 978-4-09-851058-0 | —               |                   |
| Liste des chapitres : - Chapitre 325 : クラスメートは…です。 (Kurasumēto wa... desu.) - Chapitre 326 : 入学です。 (Nyūgaku desu.) - Chapitre 327 : 3年の留美子ちゃんです。 (3-nen no Rumiko-chan desu.) - Chapitre 328 : 会話です。 (Kaiwa desu.) - Chapitre 329 : 頑張りました。です。 (Ganbari mashita. Desu.) - Chapitre 330 : バトルロワイヤルです。 (Batoru Rowaiyaru desu.) - Chapitre 331 : バトルロワイヤルです。2 (Batoru Rowaiyaru desu. 2) - Chapitre 332 : 椎名さんです。 (Shīna-san desu.) - Chapitre 333 : バトルロワイヤルよもやま話です。 (Batoru Rowaiyaru yomoyamabanashi desu.) - Chapitre 334 : MVPです。 (MVP desu.) - Chapitre 335 : バトロワこぼれ話です。 (Batorowa kobore banashi desu.) - Chapitre 336 : 大繩跳びです。 (Ōnawa tobi desu.) |                 |                   |                 |                   |
| 26 | 15 juillet 2022 | 978-4-09-851185-3 | —               |                   |
| Liste des chapitres : - Chapitre 337 : 西比利亜タンメン中素です。 (Shiberia tanmen-chū moto desu.) - Chapitre 338 : ご挨拶です。 (Go aisatsu desu.) - Chapitre 339 : ご挨拶です。2 (Go aisatsu desu. 2) - Chapitre 340 : ご挨拶です。3 (Go aisatsu desu. 3) - Chapitre 341 : レクリエーション後です。 (Rekuriēshon-go desu.) - Chapitre 342 : 騎士です。 (Kishi desu.) - Chapitre 343 : 騎士です。2 (Kishi desu. 2) - Chapitre 344 : クラス替えです。 (Kurasu-gae desu.) - Chapitre 345 : 和貝くんです。 (Wagai-kun desu.) - Chapitre 346 : 3年の体力測定です。 (3-nen no tairyoku sokutei desu.) - Chapitre 347 : デート(?)です。 (Dēto (?) desu.) - Chapitre 348 : 大学見学です。 (Daigaku kengaku desu.) - Chapitre 349 : 大学見学です。2 (Daigaku kengaku desu. 2) |                 |                   |                 |                   |
| 27 | 18 octobre 2022 | 978-4-09-851349-9 | —               |                   |
| Liste des chapitres : - Chapitre 350 : 機種変更です。 (Kishu henkō desu.) - Chapitre 351 : 渓流釣りです。 (Keiryūtsuri desu.) - Chapitre 352 : 参加メンバーです。 (Sanka Menbā desu.) - Chapitre 353 : 最初の被害者です。 (Saisho no higaisha desu.) - Chapitre 354 : 議論開始です。 (Giron kaishi desu.) - Chapitre 355 : 宇宙拳法家です。 (Uchū kenpōka desu.) - Chapitre 356 : 甘んじて明日です。 (Amanjite ashita desu.) - Chapitre 357 : 自分撮り(後編)です。 (Jibundori (kōhen) desu.) - Chapitre 358 : 自分撮り(前編)です。 (Jibundori (zenpen) desu.) - Chapitre 359 : りぼんちゃんです。 (Ribon-chan desu.) - Chapitre 360 : 応援です。 (Ōen desu.) - Chapitre 361 : 阿瀬さんの女子会です。 (Ase-san no onagokai desu.) - Chapitre 362 : チューです。 (Chū desu.) - Chapitre 363 : ちゅー(無理のない範囲)です。 (Chū~yu ̄ (muri no nai han'i) desu.)                                                     |                 |                   |                 |                   |
| 28 | 18 janvier 2023 | 978-4-09-851532-5 | —               |                   |
| Liste des chapitres : - Chapitre 364 : サウナです。 (Sauna desu.) - Chapitre 365 : 波紋です。 (Hamon desu.) - Chapitre 366 : 夏服グランプリ! です。 (Natsufuku Guran Puri! Desu.) - Chapitre 367 : 妙齢女子会です。 (Myōrei joshikai desu.) - Chapitre 368 : モヤモヤです。 (Moyamoya desu.) - Chapitre 369 : 初めての友達×3です。 (Hajimete no tomodachi × 3 desu.) - Chapitre 370 : 応援です。2 (Ōen desu. 2) - Chapitre 371 : こもれびちゃんたちのテスト勉強です。 (Komorebi-chan tachi no Tesuto benkyō desu.) - Chapitre 372 : 第九回絶対にうる。 (Daikyūkai zettai ni uru.) - Chapitre 373 : おうち勉強会です。 (Ouchi benkyō-kai desu.) - Chapitre 374 : おうち勉強会です。2 (Ouchi benkyō-kai desu. 2) - Chapitre 375 : おうち勉強会です。3 (Ouchi benkyō-kai desu. 3) - Chapitre 376 : じゃあ、まぁ、いいかぁです。 (Jā, ma, īkā desu.)                                                                 |                 |                   |                 |                   |
| 29 | 18 avril 2023   | 978-4-09-852027-5 | —               |                   |
| Liste des chapitres : - Chapitre 377 : 合宿です。 (Gasshuku desu.) - Chapitre 378 : 只野くんの中学時代です。2 (Tadano-kun no chūgaku jidai desu. 2) - Chapitre 379 : こもれびちゃんの夏休みです。 (Komorebi-chan no natsuyasumi desu.) - Chapitre 380 : 合宿です。2 (Gasshuku desu. 2) - Chapitre 381 : 合宿です。3 (Gasshuku desu. 3) - Chapitre 382 : 合宿です。4 (Gasshuku desu. 4) - Chapitre 383 : 合宿です。5 (Gasshuku desu. 5) - Chapitre 384 : 合宿です。6 (Gasshuku desu. 6) - Chapitre 385 : 寝起きドッキリです。 (Neoki dokkiri desu.) - Chapitre 386 : 合宿最終日です。 (Gasshuku saishūbi desu.) - Chapitre 387 : 合宿最終日です。2 (Gasshuku saishūbi desu. 2) - Chapitre 388 : 合宿最終日です。3 (Gasshuku saishūbi desu. 3) |                 |                   |                 |                   |
| 30 | 18 juillet 2023 | 978-4-09-852611-6 | —               |                   |
| Liste des chapitres : - Chapitre 389 : 河合さんです。 (Kawai-san desu.) - Chapitre 390 : 河合さんです。2 (Kawai-san desu. 2) - Chapitre 391 : 河合さんです。3 (Kawai-san desu. 3) - Chapitre 392 : 河合さんは、です。 (Kawai-san wa, desu.) - Chapitre 393 : 『私と結婚するとこんな良いことが有りますVTR』です。 (“Watashi to kekkon suruto kon'na yoi koto ga arimasu VTR” desu.) - Chapitre 394 : 河川敷デスゲームです。 (Kasenjiki Desu Gēmu desu.) - Chapitre 395 : 未遂です。 (Misui desu.) - Chapitre 396 : 合宿こぼれ話です。 (Gasshuku kobore banashi desu.) - Chapitre 397 : アメリカの友達です。 (Amerika no tomodachi desu.) - Chapitre 398 : 我が名はクロです。 (Waganaha Kuro desu.) - Chapitre 399 : 散髪です。 (Sanpatsu desu.) - Chapitre 400 : 3年目の夏祭りです。 (3-nen-me no natsu matsuri desu.) - Chapitre 401 : 3年目の夏祭りです。2 (3-nen-me no natsu matsuri desu. 2)                  |                 |                   |                 |                   |

### Tomes 31 à 37
| no | Japonais        | Japonais          | Français       | Français |
| no | Date de sortie  | ISBN              | Date de sortie | ISBN     |
| --- | --------------- | ----------------- | -------------- | -------- |
| 31 | 18 octobre 2023 | 978-4-09-852853-0 | —              |          |
| Liste des chapitres : - Chapitre 402 : 河合さん家です。 (Kawai-san desu.) - Chapitre 403 : 撫田さんの家です。 (Nadeta-san no ie desu.) - Chapitre 404 : 夏祭りよもやま話です。 (Natsu matsuri yomoyamabanashi desu.) - Chapitre 405 : 夏祭りよもやま話です。2 (Natsu matsuri yomoyamabanashi desu. 2) - Chapitre 406 : 夏祭りでも妄想です。 (Natsu matsuri demo mōsō desu.) - Chapitre 407 : 面接です。 (Mensetsu desu.) - Chapitre 408 : 持つべきものは弟です。 (Motsubeki mono wa otōto desu.) - Chapitre 409 : ごめんねが言えないです。 (Gomen ne ga ienai desu.) - Chapitre 410 : セミクローズドサークルです。 (Semikurōzudo Sākuru desu) - Chapitre 411 : 二人で夏祭りです。 (Futari de natsu matsuri desu.) - Chapitre 412 : 2回目です。 (2-kai me desu.) - Chapitre 413 : お化粧です。 (O keshō desu.) |                 |                   |                |          |
| 32 | 18 janvier 2024 | 978-4-09-853073-1 | —              |          |
| Liste des chapitres : - Chapitre 414 : あの時の告白です。 (Ano toki no kokuhaku desu.) - Chapitre 415 : 3年の2学期です。 (3-nen no 2 gakkidesu.) - Chapitre 416 : あと…です。 (Ato…desu.) - Chapitre 417 : 荻谷くんです。 (Ogitani-kun desu.) - Chapitre 418 : すごくすごいです。 (Sugoku sugoi desu.) - Chapitre 419 : 山井さんは風邪です。 (Yamai-san wa kaze desu.) - Chapitre 420 : 学級委員長です。 (Gakkyū iin-chō desu.) - Chapitre 421 : 江藻山さんです。 (Emoyama-san desu.) - Chapitre 422 : 過ちです。 (Ayamachi desu.) - Chapitre 423 : エモい学園ドラマです。 (Emoi gakuen dorama desu.) - Chapitre 424 : 江藻山さんです。2 (Emoyama-san desu. 2) - Chapitre 425 : 笑ってはいけない留美子ちゃんです。 (Waratte ha ikenai Rumiko-chan desu.) - Chapitre 426 : 江藻山さんです。 (Emoyama-san desu.) - Chapitre 427 : クールです。 (Kūru desu.) - Chapitre 428 : わかんないけど…です。 (Wakan'nai kedo… desu.) |                 |                   |                |          |
| 33 | 17 avril 2024   | 978-4-09-853220-9 | —              |          |
| Liste des chapitres : - Chapitre 429 : 3年の体育祭です。 (3-nen no taiiku matsuri desu.) - Chapitre 430 : 3年の体育祭です。2 (3-nen no taiiku matsuri desu. 2) - Chapitre 431 : 3年の体育祭です。3 (3-nen no taiiku matsuri desu. 3) - Chapitre 432 : 3年の体育祭です。4 (3-nen no taiiku matsuri desu. 4) - Chapitre 433 : 留美子ちゃんとデートです。 (Rumiko-chan to Dēto desu.) - Chapitre 434 : いつも道にいるおばあちゃんです。 (Itsumo michi ni iru o bāchan desu.) - Chapitre 435 : 満田さんです。 (Mitsuda-san desu.) - Chapitre 436 : お守りです。 (Omamori desu.) - Chapitre 437 : グループディスカッションです。 (Gurūpu Disukasshon desu.) - Chapitre 438 : グループディスカッションです。2 (Gurūpu Disukasshon desu. 2) - Chapitre 439 : グループディスカッションです。3 (Gurūpu Disukasshon desu. 3) - Chapitre 440 : 外伝です。 (Gaiden desu.) - Chapitre 441 : グループディスカッションです。4 (Gurūpu Disukasshon desu. 4) - Chapitre 442 : ピザパです。 (Pizapa desu.) |                 |                   |                |          |
| 34 | 18 juillet 2024 | 978-4-09-853434-0 | —              |          |
| Liste des chapitres : - Chapitre 443 : 心の支えです。 (Kokoro no sasae desu.) - Chapitre 444 : 緊急女子記者会見会場はこちらです。 (Kinkyū joshi kisha kaiken kaijō wa kochira desu.) - Chapitre 445 : エビチリサブリミナルです。 (Ebichiri saburiminaru desu.) - Chapitre 446 : 悠修清学校文化祭です。 (Yūshūsei gakkō bunka matsuri desu.) - Chapitre 447 : 出し物やりたいです。 (Dashimono yaritai desu.) - Chapitre 448 : 出し物はラーメンです。 (Dashimono wa rāmen desu.) - Chapitre 449 : 出し物はラーメンです。2 (Dashimono wa rāmen desu. 2) - Chapitre 450 : 出し物はラーメンです。3 (Dashimono wa rāmen desu. 3) - Chapitre 451 : 文化祭本番です。 (Bunka matsuri honban desu.) - Chapitre 452 : 天邪鬼です。 (Amanojaku desu.) - Chapitre 453 : シンデレラです。 (Shinderera desu.) - Chapitre 454 : ドラマチックです。 (Doramachikku desu.) - Chapitre 455 : 全部わかります。です。 (Zenbu wakarimasu. desu.) |                 |                   |                |          |
| 35 | 18 octobre 2024 | 978-4-09-853635-1 | —              |          |
| Liste des chapitres : - Chapitre 456 : 文化祭お疲れ様です。 (Bunka matsuri otsukaresama desu.) - Chapitre 457 : 文化祭閉会式です。 (Bunkamatsuri heikai-shiki desu.) - Chapitre 458 : 友達集めです。 (Tomodachi atsume desu.) - Chapitre 459 : どんぐり集めです。 (Donguri atsume desu.) - Chapitre 460 : 笑わせようの会です。 (Warawaseyou no kai desu.) - Chapitre 461 : 水原くんです。 (Mizuhara-kun desu.) - Chapitre 462 : 笑介くんです。 (Shōsuke-kun desu.) - Chapitre 463 : 『め』か『ぬ』です。 (“Me” ka “nu” desu.) - Chapitre 464 : 『け』か『は』です。 (“Ke” ka “wa” desu.) - Chapitre 465 : 『ろ』か『る』です。 (“Ro” ka “ru” desu.) - Chapitre 466 : 『ぎょ』か『ん゛ん』です。 (“Gyo” ka “n ゛n” desu.) - Chapitre 467 : お弁当です。 (O bentō desu.) - Chapitre 468 : 彼女です。 (Kanojo desu.) - Chapitre 469 : 彼女です。 ２ (Kanojo desu. 2) - Chapitre 470 : 彼女です。 ３ (Kanojo desu. 3) - Chapitre 471 : 勘違いです。 (Kanchigai desu.) - Chapitre 472 : 模試の結果です。 (Moshi no kekka desu.) - Chapitre 473 : ピアス触らせてください、です。 (Piasu sawara sete kudasai, desu.) |                 |                   |                |          |
| 36 | 17 janvier 2025 | 978-4-09-853813-3 | —              |          |
| Liste des chapitres : - Chapitre 474 : おばあちゃんちで勉強です。 (Obāchan chi de benkyō desu.) - Chapitre 475 : おばあちゃんちで勉強です。 ２ (Obāchan chi de benkyō desu. 2) - Chapitre 476 : おばあちゃんちで勉強です。 ３ (Obāchan chi de benkyō desu. 3) - Chapitre 477 : おばあちゃんちで勉強です。 ４ (Obāchan chi de benkyō desu. 4) - Chapitre 478 : おばあちゃんちで勉強です。 ５ (Obāchan chi de benkyō desu. 5) - Chapitre 479 : 祖母家勉強会、晶ちゃん襲来です。 (Sobo-ka benkyō-kai, Akira-chan shūrai desu.) - Chapitre 480 : 親族です。 (Shinzoku desu.) - Chapitre 481 : 祖母家で年越しです。 (Sobo-ka de toshikoshi desu.) - Chapitre 482 : 大晦日の夜です。 (Ōmisoka no yoru desu.) - Chapitre 483 : 初詣、巫女、安産お守りです。 (Hatsumōde, miko, anzan omamori desu.) - Chapitre 484 : レタスです。 (Retasu desu.) - Chapitre 485 : 新見家です。 (Nīmi-ka desu.) - Chapitre 486 : 山芋掘りです。 (Yamaimo hori desu.) - Chapitre 487 : 本番です。 (Honban desu.) |                 |                   |                |          |
| 37 | 18 mars 2025    | 978-4-09-854029-7 | —              |          |
| Liste des chapitres : - Chapitre 488 : 頑張り屋です。 (Ganbariya desu.) - Chapitre 489 : 普通自動車第一種免許です。 (Futsū jidōsha dai isshu menkyo desu.) - Chapitre 490 : 大きさランキングです。 (Ōki-sa Rankingu desu.) - Chapitre 491 : お手紙です。 (O tegami desu.) - Chapitre 492 : 賃貸さがしです。 (Chintai sagashi desu.) - Chapitre 493 : 山井さんです。 (Yamai-san desu.) - Chapitre 494 : 妄想です。5 (Mōsō desu. 5) - Chapitre 495 : 卒業式の準備です。 (Sotsugyōshiki no junbi desu.) - Chapitre 496 : 卒業アルバムです。 (Sotsugyō Arubamu desu.) - Chapitre 497 : 卒業アルバムです。2 (Sotsugyō Arubamu desu. 2) - Chapitre 498 : 私の卒業式です。前編。 (Watashi no sotsugyōshiki desu. Zenpen.) - Chapitre 499 : 私の卒業式です。後編 (Watashi no sotsugyōshiki desu. Kōhen) |                 |                   |                |          |

### Édition japonaise
1. 1 2  (ja) « 古見さんは、コミュ症です。 １ », sur Shōgakukan (consulté le 30 juillet 2022).
2. 1 2  (ja) « 古見さんは、コミュ症です。 ２ », sur Shōgakukan (consulté le 30 juillet 2022).
3. 1 2  (ja) « 古見さんは、コミュ症です。 ３ », sur Shōgakukan (consulté le 30 juillet 2022).
4. 1 2  (ja) « 古見さんは、コミュ症です。 ４ », sur Shōgakukan (consulté le 30 juillet 2022).
5. 1 2  (ja) « 古見さんは、コミュ症です。 ５ », sur Shōgakukan (consulté le 30 juillet 2022).
6. 1 2  (ja) « 古見さんは、コミュ症です。 ６ », sur Shōgakukan (consulté le 30 juillet 2022).
7. 1 2  (ja) « 古見さんは、コミュ症です。 ７ », sur Shōgakukan (consulté le 30 juillet 2022).
8. 1 2  (ja) « 古見さんは、コミュ症です。 ８ », sur Shōgakukan (consulté le 30 juillet 2022).
9. 1 2  (ja) « 古見さんは、コミュ症です。 ９ », sur Shōgakukan (consulté le 1er octobre 2018).
10. 1 2  (ja) « 古見さんは、コミュ症です。 １０ », sur Shōgakukan (consulté le 30 juillet 2022).
11. 1 2  (ja) « 古見さんは、コミュ症です。 １１ », sur Shōgakukan (consulté le 30 juillet 2022).
12. 1 2  (ja) « 古見さんは、コミュ症です。 １２ », sur Shōgakukan (consulté le 30 juillet 2022).
13. 1 2  (ja) « 古見さんは、コミュ症です。 １３ », sur Shōgakukan (consulté le 30 juillet 2022).
14. 1 2  (ja) « 古見さんは、コミュ症です。 １４ », sur Shōgakukan (consulté le 30 juillet 2022).
15. 1 2  (ja) « 古見さんは、コミュ症です。 １５ », sur Shōgakukan (consulté le 30 juillet 2022).
16. 1 2  (ja) « 古見さんは、コミュ症です。 １６ », sur Shōgakukan (consulté le 30 juillet 2022).
17. 1 2  (ja) « 古見さんは、コミュ症です。 １７ », sur Shōgakukan (consulté le 30 juillet 2022).
18. 1 2  (ja) « 古見さんは、コミュ症です。 １８ », sur Shōgakukan (consulté le 30 juillet 2022).
19. 1 2  (ja) « 古見さんは、コミュ症です。 １９ », sur Shōgakukan (consulté le 30 juillet 2022).
20. 1 2  (ja) « 古見さんは、コミュ症です。 ２０ », sur Shōgakukan (consulté le 30 juillet 2022).
21. 1 2  (ja) « 古見さんは、コミュ症です。 ２１ », sur Shōgakukan (consulté le 30 juillet 2022).
22. 1 2  (ja) « 古見さんは、コミュ症です。 ２２ », sur Shōgakukan (consulté le 30 juillet 2022).
23. 1 2  (ja) « 古見さんは、コミュ症です。 ２３ », sur Shōgakukan (consulté le 30 juillet 2022).
24. 1 2  (ja) « 古見さんは、コミュ症です。 ２４ », sur Shōgakukan (consulté le 30 juillet 2022).
25. 1 2  (ja) « 古見さんは、コミュ症です。 ２５ », sur Shōgakukan (consulté le 30 juillet 2022).
26. 1 2  (ja) « 古見さんは、コミュ症です。　２６ », sur Shōgakukan (consulté le 30 juillet 2022).
27. 1 2  (ja) « 古見さんは、コミュ症です。　２７ », sur Shōgakukan (consulté le 20 octobre 2022).
28. 1 2  (ja) « 古見さんは、コミュ症です。　２８ », sur Shōgakukan (consulté le 28 décembre 2022).
29. 1 2  (ja) « 古見さんは、コミュ症です。　２９ », sur Shōgakukan (consulté le 28 mars 2023).
30. 1 2  (ja) « 古見さんは、コミュ症です。　３０ », sur Shōgakukan (consulté le 31 juillet 2023).
31. 1 2  (ja) « 古見さんは、コミュ症です。　３１ », sur Shōgakukan (consulté le 24 septembre 2023).
32. 1 2  (ja) « 古見さんは、コミュ症です。　３２ », sur Shōgakukan (consulté le 22 janvier 2024).
33. 1 2  (ja) « 古見さんは、コミュ症です。　３３ », sur Shōgakukan (consulté le 29 mars 2024).
34. 1 2  (ja) « 古見さんは、コミュ症です。　３４ », sur Shōgakukan (consulté le 23 juillet 2024).
35. 1 2  (ja) « 古見さんは、コミュ症です。　３５ », sur Shōgakukan (consulté le 22 octobre 2024).
36. 1 2  (ja) « 古見さんは、コミュ症です。　３６ », sur Shōgakukan (consulté le 24 décembre 2024).
37. 1 2  (ja) « 古見さんは、コミュ症です。　３７ », sur Shōgakukan (consulté le 15 mars 2025).

### Édition française
1. 1 2  « Komi cherche ses mots tome 1 », sur Pika Édition (consulté le 24 juin 2022).
2. 1 2  « Komi cherche ses mots tome 2 », sur Pika Édition (consulté le 24 juin 2022).
3. 1 2  « Komi cherche ses mots tome 3 », sur Pika Édition (consulté le 24 juin 2022).
4. 1 2  « Komi cherche ses mots tome 4 », sur Pika Édition (consulté le 6 août 2022).
5. 1 2  « Komi cherche ses mots tome 5 », sur Pika Édition (consulté le 28 décembre 2022).
6. 1 2  « Komi cherche ses mots tome 6 », sur Pika Édition (consulté le 26 janvier 2023).
7. 1 2  « Komi cherche ses mots tome 7 », sur Pika Édition (consulté le 31 juillet 2023).
8. 1 2  « Komi cherche ses mots tome 8 », sur Pika Édition (consulté le 31 juillet 2023).
9. 1 2  « Komi cherche ses mots tome 9 », sur Pika Édition (consulté le 18 août 2023).
10. 1 2  « Komi cherche ses mots tome 10 », sur Pika Édition (consulté le 18 août 2023).
11. 1 2  « Komi cherche ses mots tome 11 », sur Pika Édition (consulté le 22 janvier 2024).
12. 1 2  « Komi cherche ses mots tome 12 », sur Pika Édition (consulté le 22 janvier 2024).
13. 1 2  « Komi cherche ses mots tome 13 », sur Pika Édition (consulté le 19 mai 2024).
14. 1 2  « Komi cherche ses mots tome 14 », sur Pika Édition (consulté le 19 mai 2024).
15. 1 2  « Komi cherche ses mots tome 15 », sur Pika Édition (consulté le 19 mai 2024).
16. 1 2  « Komi cherche ses mots tome 16 », sur Pika Édition (consulté le 19 mai 2024).
17. 1 2  « Komi cherche ses mots tome 17 », sur Pika Édition (consulté le 19 mai 2024).
18. 1 2  « Komi cherche ses mots tome 18 », sur Pika Édition (consulté le 19 mai 2024).
19. 1 2  « Komi cherche ses mots tome 19 », sur Pika Édition (consulté le 15 mars 2025).
20. 1 2  « Komi cherche ses mots tome 20 », sur Pika Édition (consulté le 15 mars 2025).
21. 1 2  « Komi cherche ses mots tome 21 », sur Pika Édition (consulté le 15 mars 2025).
22. 1 2  « Komi cherche ses mots tome 22 », sur Pika Édition (consulté le 15 mars 2025).